# 法福寺 (和歌山県有田川町)
法福寺（ほうふくじ）は、和歌山県有田郡有田川町大字楠本にある真言宗山階派の寺院。山号は阿覚山。
開創年代は不明であるが、本堂は正徳5年（1715年）に再建された。
和歌山県指定有形文化財の「木造阿弥陀如来像および二十五菩薩像」26躰を含め、約50躰もの仏像や、室町時代中期の大般若経600巻なども所蔵している。かつて同町域内にあった慈恩寺から伝わったとものいわれている。

## 所在地
- 和歌山県有田郡有田川町大字楠本999

## 交通アクセス
- （JR西日本）紀勢本線藤並駅からバス金屋口乗換えで楠本下車

座標: 北緯34度5分49.3秒 東経135度21分29.5秒 / 北緯34.097028度 東経135.358194度